# San Martín (Meta)
San Martín, per esteso San Martín de los Llanos, è un comune della Colombia facente parte del dipartimento di Meta.
Il centro abitato venne fondato da Pedro Daza de Heredia nel 1585, mentre l'istituzione del comune è del 1958.